# Elegantly Wasted
Elegantly Wasted – dziesiąty album studyjny australijskiego zespołu rockowego INXS. Wydany 4 kwietnia 1997 roku przez wytwórnię Mercury Records. Ostatni album grupy nagrany z Michaelem Hutchencem, który popełnił samobójstwo kilka miesięcy po premierze albumu.

## Lista utworów
1. "Show Me (Cherry Baby)" (4:16)
2. "Elegantly Wasted" (4:32)
3. "Everything" (3:13)
4. "Don't Lose Your Head" (4:02)
5. "Searching" (4:04)
6. "I'm Just a Man" (4:48)
7. "Girl on Fire" (3:55)
8. "We Are Thrown Together" (5:36)
9. "Shake the Tree" (4:10)
10. "She Is Rising" (5:24)
11. "Building Bridges" (3:57)
12. "Shine"

## Single
- "Elegantly Wasted" (III 1997)
- "Everything" (V 1997)
- "Don't Lose Your Head" (IX 1997)
- "Searching" (nie wydano)